# Curtea, Timiș
Curtea este satul de reședință al comunei cu același nume din județul Timiș, Banat, România. Se află în partea de est a județului, pe culoarul Begăi, în aval de confluența râurilor Bega Poieni și Bega Luncanilor. Biserica din lemn cu hramul „Cuvioasa Paraschiva” din sat a fost declarată monument istoric de importanță națională.

## Note

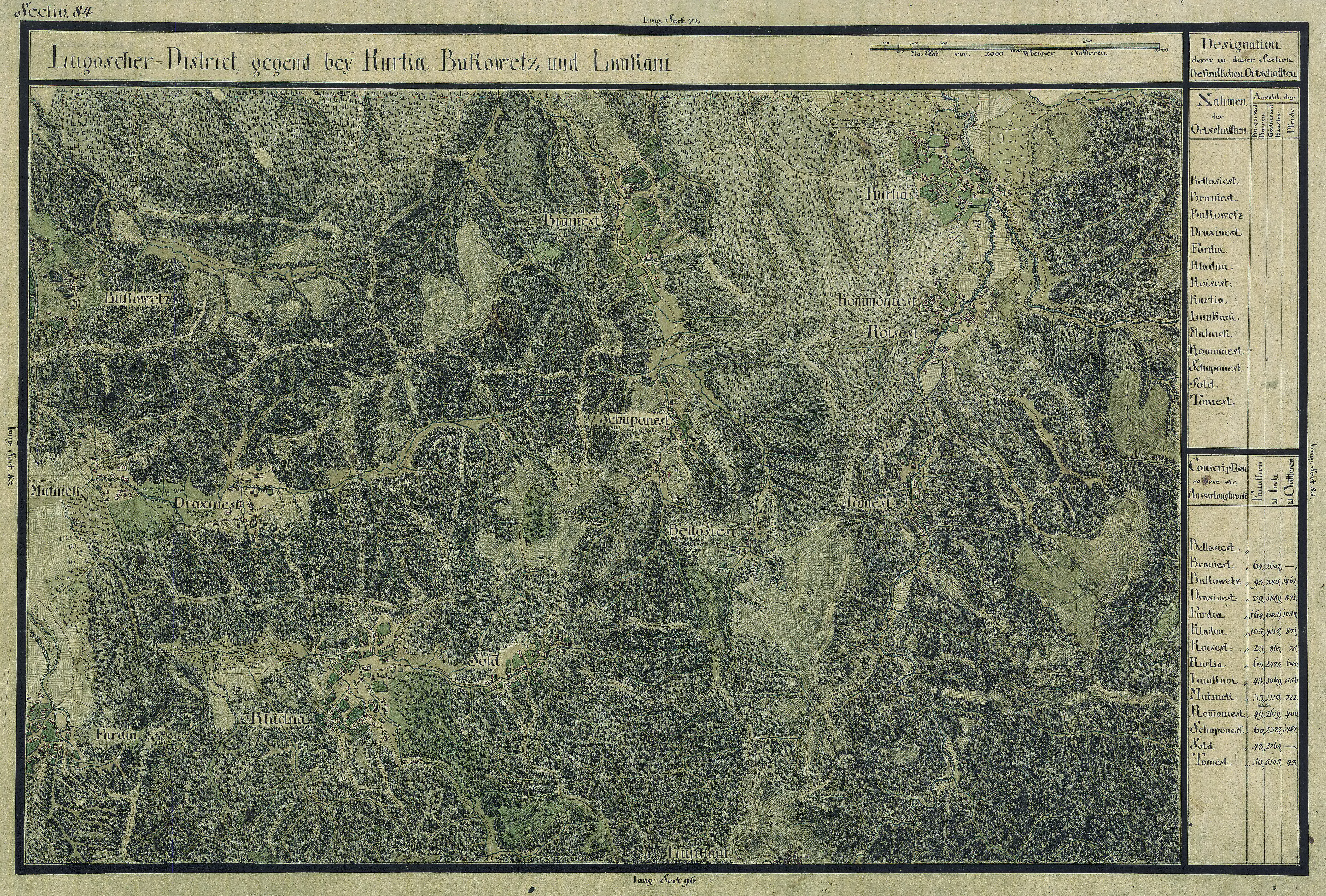
Curtea în Harta Iosefină a Banatului, 1769-72